# Simplicia buchananii
Simplicia buchananii là một loài thực vật có hoa trong họ Hòa thảo. Loài này được (Zotov) Zotov miêu tả khoa học đầu tiên năm 1971.